# Centauros del pasado
Centauros del pasado es una película en blanco y negro de Argentina dirigida por Belisario García Villar según su propio guion sobre el libro de Roberto A. Tálice y Eliseo Montaine que se estrenó el 13 de septiembre de 1944 y que tuvo como protagonistas a Santiago Gómez Cou, Anita Jordán, Elvira Quiroga y Alita Román. La película fue galardonada con el premio Cóndor de Plata al mejor guion original.

## Sinopsis
Película sobre la vida de Francisco Ramírez, el caudillo de Entre Ríos. 

## Reparto
- Santiago Gómez Cou
- Anita Jordán
- Elvira Quiroga
- Alita Román
- Ernesto Vilches
- Domingo Sapelli
- Nelly Edison
- Eloy Álvarez
- Raúl Merlo
- Francisco Pablo Donadío
- Marino Seré
- César Fiaschi
- Nelo Cosimi
- Juan Pérez Bilbao
- Pepito Petray
- Lalo Bouhier
- Francisco López Silva
- José De Ángelis
- Félix Tortorelli
- Froilán Varela
- Pedro Maratea
- Félix Galimi
- Fulvio Galimi

## Comentarios
La crónica de El Heraldo del Cinematografista señaló del filme como “respetables y dignos de encomio el esfuerzo material y la intención con que se ha realizado el film” si bien la película ha sido “lograda sólo parcialmente y …se resiente con fallas de continuidad”. Por su parte Manrupe y Portela opinan que el filme es "un esquemático biopic filmado con recursos primitivos”.